# Saramacia alvarengai
Saramacia alvarengai is een hooiwagen uit de familie Manaosbiidae.